# Trafalgar (album)
A Trafalgar című lemez a Bee Gees együttes tizenötödik nagylemeze. Szerepel az 1001 lemez, amit hallanod kell, mielőtt meghalsz című könyvben.

## Az album dalai
|     | Cím                             | Szerző(k)                            | Hossz |
| --- | ------------------------------- | ------------------------------------ | ----- |
| 1.  | How Can You Mend a Broken Heart | Barry Gibb, Robin Gibb               | 3:58  |
| 2.  | Israel                          | Barry Gibb, Robin Gibb               | 3:45  |
| 3.  | The Greatest Man In The World   | Barry Gibb                           | 4:18  |
| 4.  | It's Just The Way               | Barry Gibb, Maurice Gibb             | 2:34  |
| 5.  | Remembering                     | Barry Gibb, Robin Gibb               | 4:02  |
| 6.  | Somebody Stop The Music         | Barry Gibb, Maurice Gibb             | 3:31  |
| 7.  | Trafalgar                       | Barry Gibb, Maurice Gibb             | 3:53  |
| 8.  | Don't Wanna Live Inside Myself  | Barry Gibb                           | 5:24  |
| 9.  | When Do I                       | Barry Gibb, Robin Gibb               | 3:58  |
| 10. | Dearest                         | Barry Gibb, Robin Gibb               | 3:52  |
| 11. | Lion In Winter                  | Barry Gibb, Robin Gibb               | 3:59  |
| 12. | Walking Back To Waterloo        | Barry Gibb, Robin Gibb, Maurice Gibb | 3:51  |

## A számok rögzítési ideje
- 1971. december 3.: Together, Over The Hill And Over The Mountains
- 1971. december 13.: Over The Hill And Over The Mountains, Merrily Merry Eyes
- 1971. december: After The Laughter
- 1971. január 28.: How Can You Mend A Broken Heart, If I Were The Sky, Bring Out The Thoughts In Me
- 1971. február 15.: Trafalgar
- 1971. március 23.: Dearest, Deep In The Dark Of Day, I'm Only Me, Something, Amorous Aristocracy
- 1971. március 29.: Walking Back To Waterloo, Irresponsible Unreliable Indispensable Blues, A Word Of Love
- 1971. április 6.: The Greatest Man In The World, Country Woman, God's Good Grace
- 1971. április 7.: Israel, It's Just The Way, Don't Wanna Live Inside Myself
- 1971. április: Lion In Winter, Remembering, Somebody Stop The Music
- 1971. : He Gives Us All His Love

A Country Woman című szám kislemezen jelent meg 1971. májusban.
A Together (Barry Gibb), Over The Hill And Over The Mountains (Barry, Robin és Maurice Gibb), After The Laughter (Robin Gibb), Bring Out The Thoughts In Me (Barry és Robin Gibb), Deep In The Dark Of Day (Barry, Robin és Maurice Gibb), I'm Only Me (Barry és Robin Gibb), Something (Barry, Robin és Maurice Gibb), Amorous Aristocracy (Barry, Robin és Maurice Gibb), A Word Of Love (Barry, Robin és Maurice Gibb) és a He Gives Us All His Love (Barry, Robin és Maurice Gibb) számokat végül sem a nagylemezen, sem később sem jelentették meg.
A Merrily Merry Eyes (Barry és Robin Gibb) szám a The Bee Gees Greatest Outtakes, a From The Bee Gees Archives és az Angel Of Mercy – Buried Gibb Treasures válogatáslemezeken, az If I Were The Sky (Barry és Robin Gibb) szám a From The Bee Gees Archives, a The Bee Gees Unleashed és a The Bee Gees Greatest Outtakes lemezeken, az Irresponsible Unreliable Indispensable Blues (Barry Gibb) szám a From The Bee Gees Archives, The Bee Gees Greatest Outtakes és a The Bee Gees Unleashed lemezeken,  a God's Good Grace (Barry, Robin és Maurice Gibb) szám a From The Bee Gees Archives válogatáslemezen jelent meg.

## Közreműködők
- Barry Gibb – ének, gitár
- Robin Gibb – ének
- Maurice Gibb – ének, basszusgitár, zongora, gitár
- Geoff Bridgford – dob
- Alan Kendall – gitár
- stúdiózenekar Bill Shepherd vezényletével

## A nagylemez megjelenése országonként
- Argentína Polydor 2383 052 1971
- Ausztrália Spin SEL 934 385 1977 RSO 2394 179 1971
- Belgium Polydor 2383 052 1971
- Brazília Polydor 2383 052 1971
- Egyesült Államok Atco SD-7003,   MFSL 1-263 1996, CD:MFSL UDCD-680  1996
- Egyesült Királyság Polydor 2383 052 1971
- Hollandia Polydor 2383 052 1971
- Japán Polydor MP2215 1971, RSO MWF1052 1978, CD: Polydor POCP2231 1992  2004 Polydor/Universal UICY-3810 2004
- Kanada Atco SD-7003 1971
- Németország Polydor 2383 052 1971, RSO 2394 179 1977
- Norvégia Polydor 2383 052 1971
- Uruguay Polydor 2383 052 1971

## Az album dalaiból megjelent kislemezek, EP-k
- How Can You Mend a Broken Heart / Country Woman Ausztrália Spin EK-4253, Belgium Polydor 2058 115, Egyesült Államok Atco 45-6824, Görögország Polydor 2058 115, Hollandia Polydor 2058 115, Japán Polydor DP-1802, Jugoszlávia RTB S 53625, Kanada Atco 45-6824, Németország Polydor 2058 115, Portugália Polydor 2058 115, Új-Zéland Spin EK-4253 1971
- How Can You Mend a Broken Heart / Israel Izrael Polydor 2058 115 1971
- Don’t Wanna Live Inside Myself / Walking Back To Waterloo Kanada Atco 45-6847, Japán Polydor DP-1832, Portugália Polydor 2058 175, Szingapúr Polydor 2058 175, Spanyolország Polydor 2058 175, *Egyesült Államok Atco 45-6847 1971
- Israel / Dearest Belgium Polydor 2058 235, Hollandia Polydor 2058 235 1972

EP-k
- How Can You Mend a Broken Heart / Back Home / Country Woman / 2 Years On Malajzia és Szingapúr Polydor 2229 043 1971, Svájc Polydor 2058 235 1972, Venezuela Polydor 375 1972
- Walking Back To Waterloo / The Greatest Man in The World / Don’t Wanna Live Inside Myself / Trafalgar Argentína Polydor 2229 065 1971

## Eladott példányok
A Trafalgar lemezből  a Amerikában 100 000, a világ összes összes országában összesen 300 000 példány kelt el.

## Number One helyezés a világban
- How Can You Mend a Broken Heart: Kanada, Amerika,